# Coccinia sessilifolia
Coccinia sessilifolia är en gurkväxtart som först beskrevs av Otto Wilhelm Sonder, och fick sitt nu gällande namn av Célestin Alfred Cogniaux. Coccinia sessilifolia ingår i släktet Coccinia, och familjen gurkväxter. Inga underarter finns listade i Catalogue of Life.

## Bildgalleri

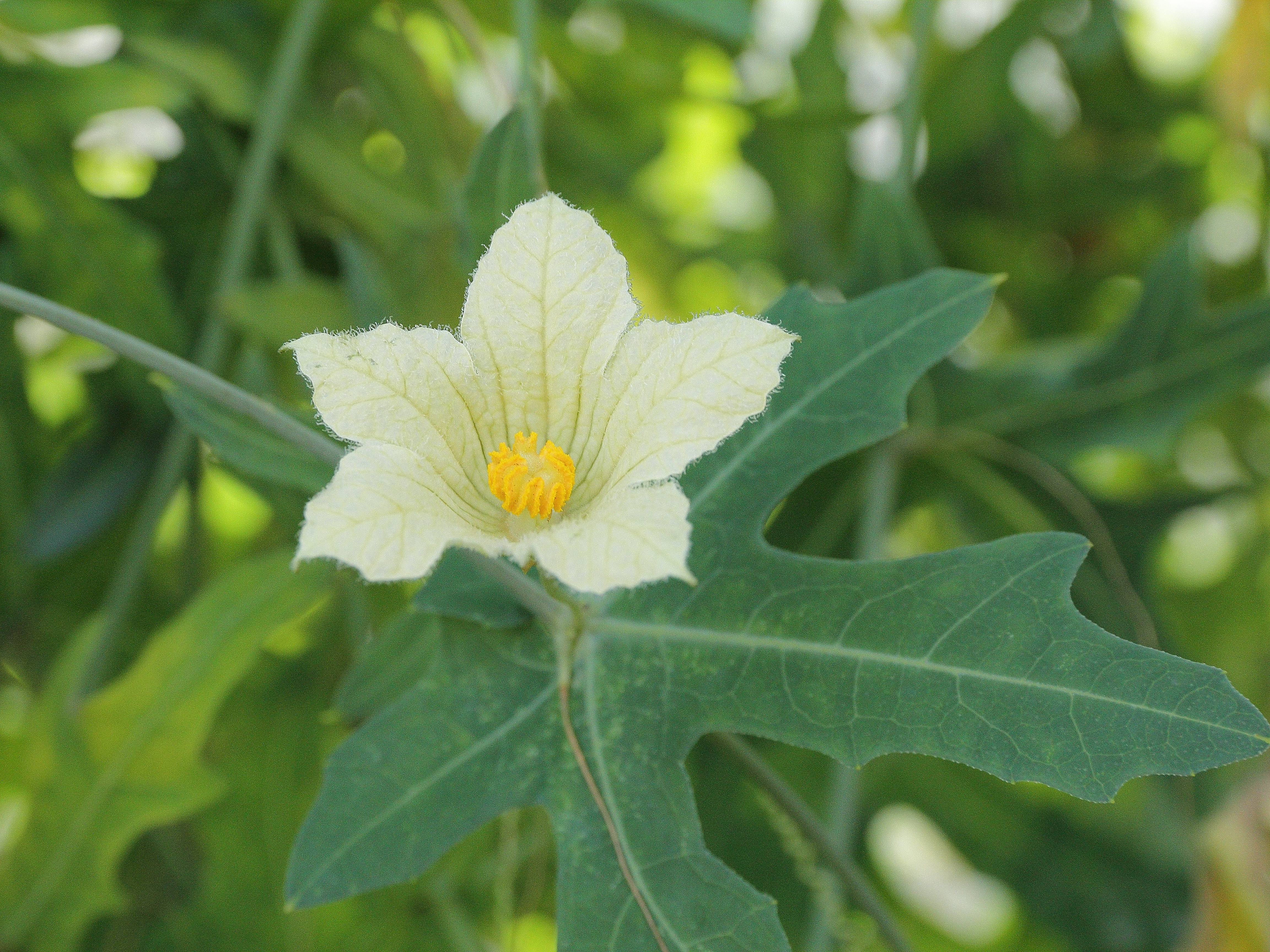
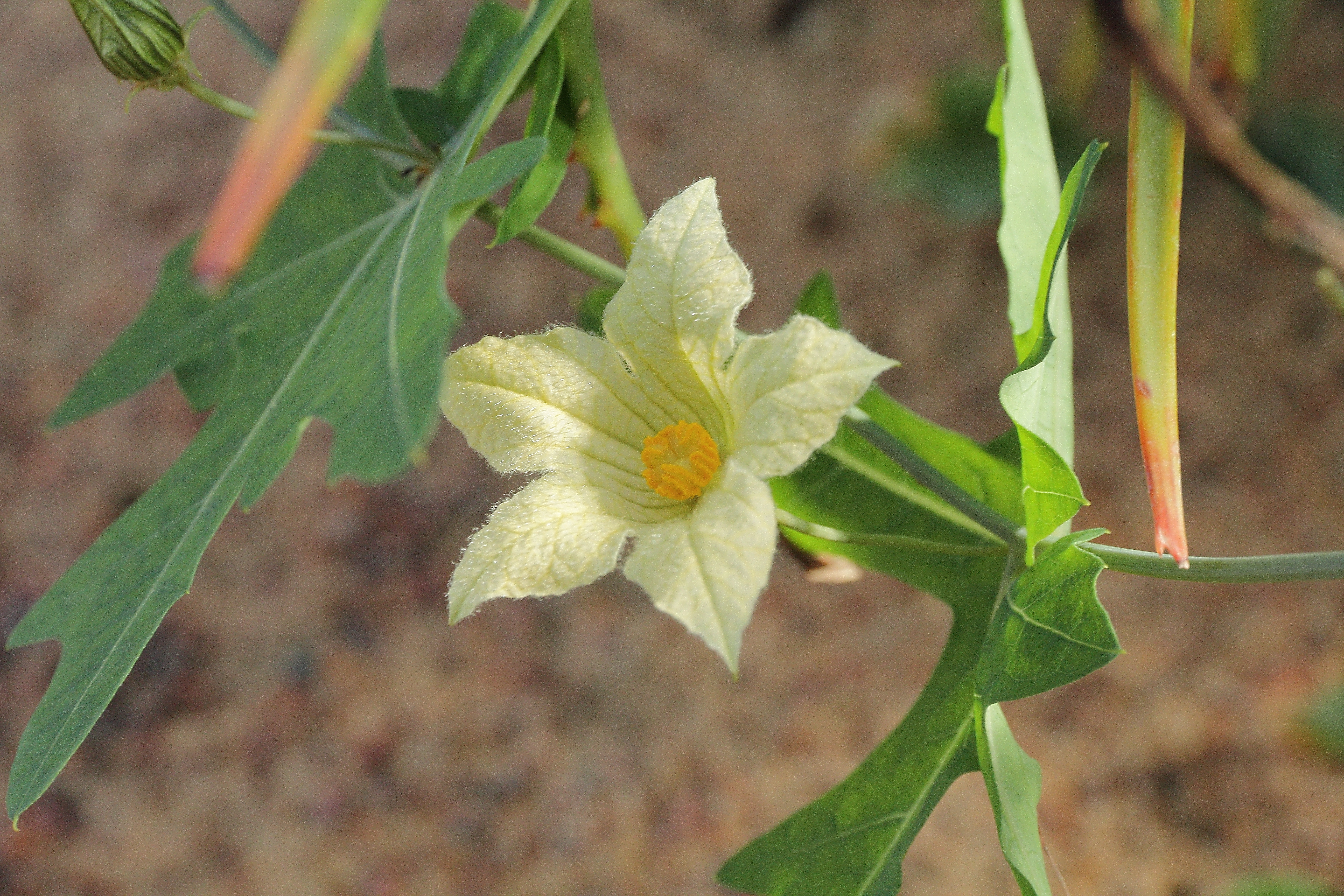
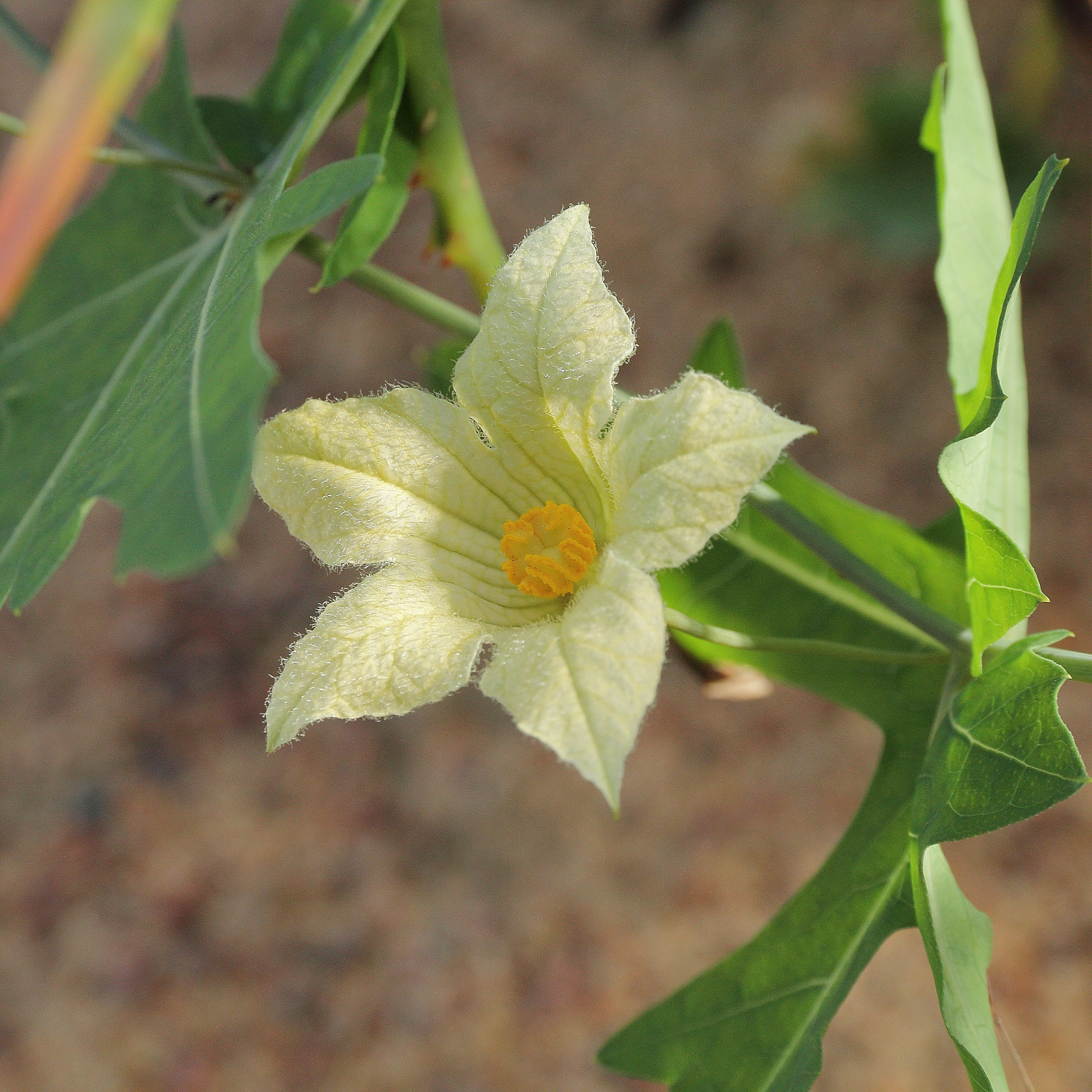